# Aurelio Sabattani
Aurelio Sabattani (18 de outubro de 1912 - 19 de abril de 2003) foi um cardeal italiano da Igreja Católica Romana. Ele serviu como prefeito da Assinatura Apostólica de 1967 até sua morte, e foi elevado ao posto de cardeal em 1983.

## Educação
Ele foi educado no Seminário de Imola, de 1922 até 1925, bem como o Seminário Regional Benedetto XV em Bolonha de 1927 até 1934, onde obteve um mestrado em teologia dogmática. Continuou estudando no Pontifício Instituto Santo Apolinário, em Roma, onde obteve o doutorado in utroque iuris (tanto em direito canônico quanto civil), com sua tese sobre De vita et operibus, Alexandri Tartagni de Imola, 1939.

## Sacerdócio
Foi ordenado em 26 de julho de 1935 na capela episcopal de Faenza , por Antonio Scarante, bispo de Faenza. Depois de um breve serviço na Secretaria de Estado do Vaticano (1939-1940), ele teve que retornar à sua diocese por causa dos assuntos familiares. Ele foi de 1940 a 1955, sucessivamente em Imola, chanceler diocesano ; membro do corpo docente de seu seminário; conselheiro diocesano de professores cristãos; cônego da catedral; em Bolonha, juiz e funcionário do tribunal eclesiástico regional; enquanto durante os meses de verão de 1942 até 1947 ele trabalhou na Secretaria de Estado do Vaticano. Ele foi criado Camareiro Secreto Supranumerário 30 de setembro de 1943. Foi nomeado auditor da Rota Romana em 31 de janeiro de 1955. O cardeal vigário de Roma nomeou-o conselheiro espiritual da Associação de Médicos Católicos de Roma em 1955, ocupando esse cargo até 1965.

## Episcopado
O Papa Paulo VI nomeou-o arcebispo titular de Justiniana Prima e nomeou-o Prelado de Loreto e delegado pontifício do seu santuário em 24 de junho de 1965. Ele foi consagrado em 25 de julho daquele ano por Amleto Giovanni Cicognani, Cardeal Secretário de Estado. Foi nomeado Secretário do Supremo Tribunal da Assinatura Apostólica em 13 de julho de 1971. Demitiu-se do governo pastoral da Prelazia de Loreto em 30 de setembro de 1971. Foi nomeado Pro- Prefeito do Supremo Tribunal da Assinatura Apostólica e Pró-Presidente. do Tribunal de Recurso do Vaticano em 17 de maio de 1982.

## Cardinalato
Ele foi nomeado cardeal-diácono de Santo Apolinário nas Termas Neronianas-Alexandrinas pelo Papa João Paulo II no consistório de 2 de fevereiro de 1983. Ele foi nomeado prefeito no dia seguinte. O Papa João Paulo o nomeou arcipreste da Basílica de São Pedro em 8 de fevereiro daquele ano. Ele renunciou a prefeitura da Assinatura em 1 de julho de 1988. Ele foi o protodiácono do Colégio de Cardeais de 26 de novembro de 1990 até se tornar cardeal-presbítero em 5 de abril de 1993. Ele renunciou ao cargo de arcipreste em 1991. Ele perdeu o direito para participar de conclaves quando completou 80 anos de idade em 1992. Ele optou pela ordem dos cardeais-presbíteros e sua diaconia foi elevada hac vice pro ao título em abril de 1993. Ele morreu em 2003 em Piazza Santa Marta, na Cidade do Vaticano, e foi sepultado no túmulo de sua família em Riolo Terme.